# Вулвит
Вулвитът е възпаление на вулвата – външните женски гениталии на бозайниците, които включват големите срамни устни, малките срамни устни, клитора и входа на влагалището. Той може да се появи съвместно с вагинит. Причинителите на заболяването може да са патогенни микроорганизми като ешерихия коли, стрептококи, стафилококи и дрожди.
Вулвит може да бъде причинен при деца от паразити като:
- Enterobius vermicularis – въпреки че засяга предимно перианалната област, той също може да причини сърбеж и възпаление на вулвата. Лекува се с албендазол.
- Candida albicans – редки са инфекциите при деца и по-често при кърмачета след антибиотична терапия и при деца с диабет или имунна недостатъчност. Инфекциите предизвикват червен вулварен обрив. Лекува се с бутоконазол, клотримазол или миконазол.
- Streptococcus pyogenes – инфекциите се характеризират с тъмночервено обезцветяване на вулвата и входа на влагалището и причиняват болка, сърбеж, кървене и дизурия. Те се лекуват с антибиотици.[1]